# 林世举
林世举（1930年5月—2017年7月18日），山东乳山人，中华人民共和国政治人物。

## 生平
1943年7月参加革命工作，1945年12月，加入中国共产党。1953年，进入胶东公学学习，先后在山东省牙前县、即东县，江苏省武进县党委部门工作；1949年，历任四川酉阳地委、涪陵地委秘书、副主任，政策研究室主任等职务；1956年，调任万县地委任秘书长、农村工作部长、常委等职务，在指导万县地区农村工作和地方志编纂工作中颇有成就。2017年7月18日逝世，享年87岁。